# Gauliga Niederrhein 1936/37
De Gauliga Niederrhein 1936/37 was het vierde voetbalkampioenschap van de Gauliga Niederrhein. Fortuna Düsseldorf werd kampioen plaatste zich voor de eindronde om de Duitse landstitel, waar de club in de groepsfase uitgeschakeld werd. 

## Eindstand
| Plaats | Club                | Wed. | W  | G | V  | Saldo | Ptn.  |
| ------ | ------------------- | ---- | -- | - | -- | ----- | ----- |
| 1.     | Fortuna Düsseldorf  | 18   | 12 | 2 | 4  | 40:21 | 26:10 |
| 2.     | TuS Duisburg 48/99  | 18   | 11 | 3 | 4  | 32:23 | 25:11 |
| 3.     | Rot-Weiß Oberhausen | 18   | 10 | 3 | 5  | 30:22 | 23:13 |
| 4.     | SV Hamborn 07       | 18   | 8  | 4 | 6  | 35:33 | 20:16 |
| 5.     | TuRU Düsseldorf     | 18   | 7  | 3 | 8  | 35:29 | 17:19 |
| 6.     | Schwarz-Weiß Essen  | 18   | 6  | 4 | 8  | 22:28 | 16:20 |
| 7.     | SSV 04 Elberfeld    | 18   | 6  | 4 | 8  | 36:43 | 16:20 |
| 8.     | VfL Benrath         | 18   | 6  | 3 | 9  | 33:34 | 15:21 |
| 9.     | Duisburger FV 08    | 18   | 5  | 3 | 10 | 27:30 | 13:23 |
| 10.    | VfL Preußen Krefeld | 18   | 3  | 3 | 12 | 28:55 | 09:27 |

|  | Kampioen, geplaatst voor nationale eindronde |
|  | Degradatie naar Bezirksliga                  |

## Promotie-eindronde
| Plaats | Club             | Wed. | Saldo | Ptn.  |
| ------ | ---------------- | ---- | ----- | ----- |
| 1.     | BV Altenessen 06 | 8    | 18:13 | 14:02 |
| 2.     | Union 02 Hamborn | 8    | 16:08 | 11:05 |
| 3.     | VfR Ohligs       | 8    | 19:17 | 08:08 |
| 4.     | VfvB Alsum       | 8    | 19:12 | 06:10 |
| 5.     | SpVg Odenkirchen | 8    | 07:29 | 01:15 |

|  | Promotie naar Gauliga Niederrhein 1937/38 |